# Stefanie Sargnagel

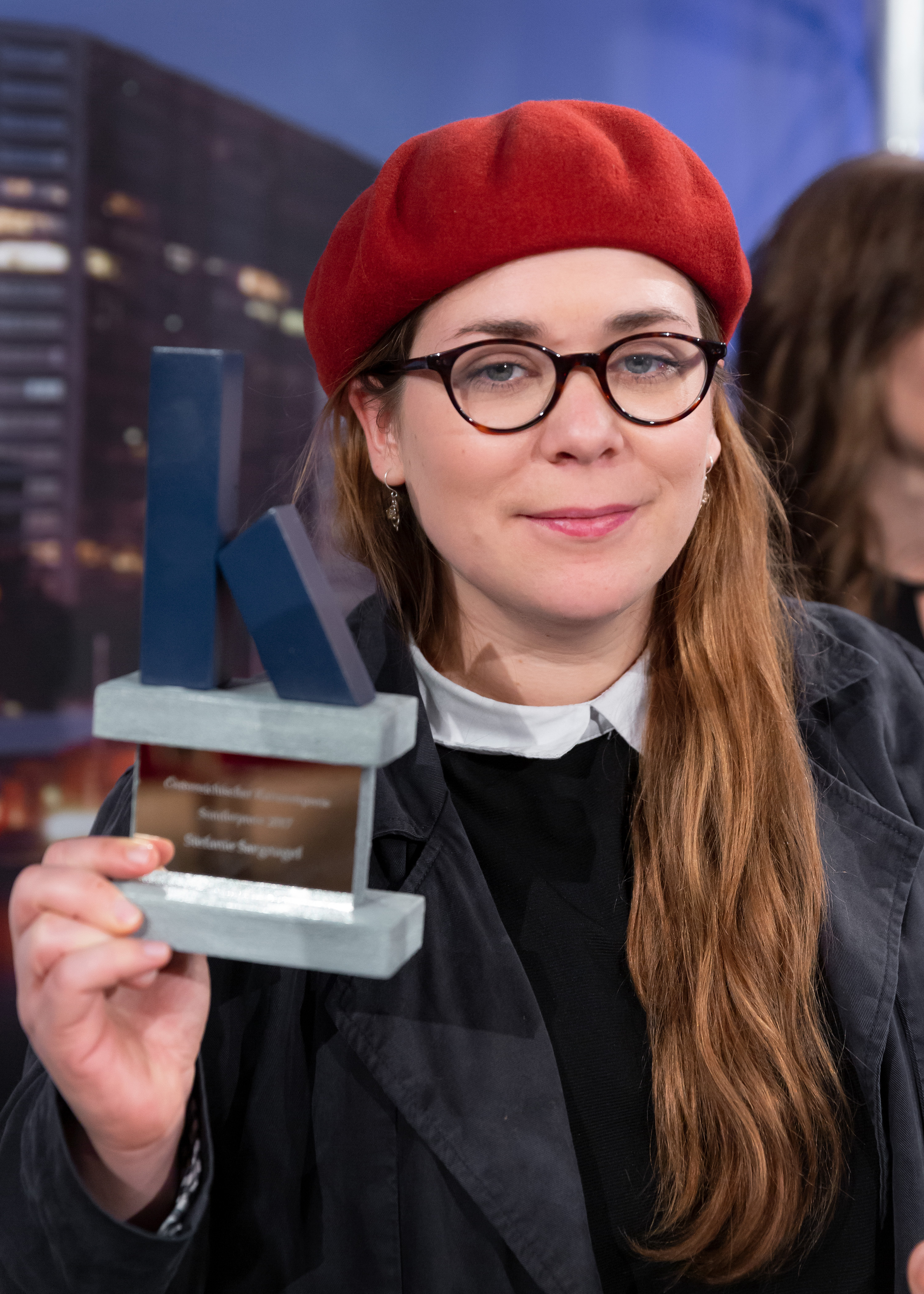
Stephanie Sargnagel

Stefanie Sargnagel es una escritora austriaca. Ganó el BKS Premio de Audiencia, en el Festival de Literatura de Lengua alemana (Festival of German-Language Literature).

## Vida
Sargnagel estudió con Daniel Richter en la Academia de Bellas Artes de Viena. Escribe regularmente artículos para Vice Media, y el Bayerischer Rundfunk.
Forma parte de Burschenschaft Histeria.